# Bezzia wirthi
Bezzia wirthi är en tvåvingeart som beskrevs av Haeselbarth 1965. Bezzia wirthi ingår i släktet Bezzia och familjen svidknott.
Artens utbredningsområde är Zimbabwe. Inga underarter finns listade i Catalogue of Life.